# Christ Church Cathedral (Vancouver)
Die Christ Church Cathedral ist die anglikanische Kathedrale in der kanadischen Stadt Vancouver und ist eine von zwei Kathedralen der Diözese New Westminster der Anglikanischen Kirche von Kanada. Sie befindet sich an der West Georgia Street auf einem Grundstück, das von Canadian Pacific Railway erworben wurde, unmittelbar neben dem Hotel Vancouver.

## Geschichte
Die Grundsteinlegung erfolgte am 28. Juli 1894, die feierliche Einweihung am 17. Februar 1895. Das im neugotischen Stil erbaute Gebäude ersetzte eine im Jahr 1889 errichtete Kirche aus Holz. 1929 wurde der Bischofssitz von New Westminster hierhin verlegt. 1976 stellten die Stadt Vancouver und die Provinz British Columbia die Kathedrale unter Denkmalschutz.